# Eutheria piperata
Eutheria piperata is een keversoort uit de familie bladkevers (Chrysomelidae). De wetenschappelijke naam van de soort werd in 1870 gepubliceerd door Hermann Burmeister.